# ایوانا بوژیلوویچ
ایوانا بوژیلوویچ (صربی: Ивана Божиловић؛ زادهٔ ۲۸ سپتامبر ۱۹۷۷) یک هنرپیشه یوگسلاوی‌الاصل اهل ایالات متحده آمریکا است.
از فیلم‌هایی که او در آن بازی کرده است، می‌توان به ون وایلدر  اشاره کرد.